# 秩父地方

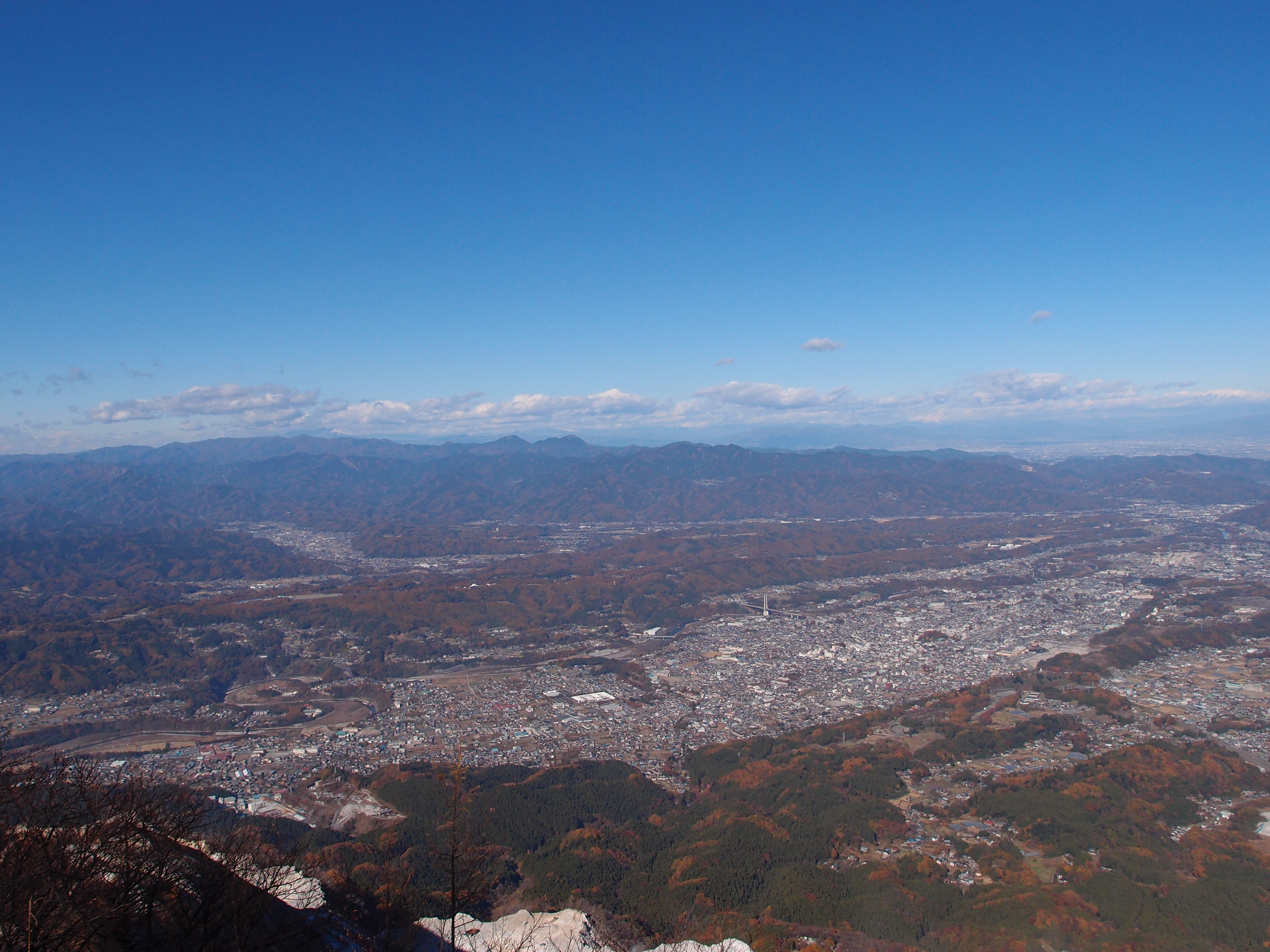
秩父地方を武甲山から望む

秩父地方（ちちぶちほう）とは、秩父山地に囲まれた、埼玉県西部の地方である。現在の行政区画では概ね秩父市と秩父郡のうち4町（横瀬町、皆野町、長瀞町、小鹿野町）に当たる。面積は約892.62平方キロメートルで、約10万人が暮らしている。

## 地理

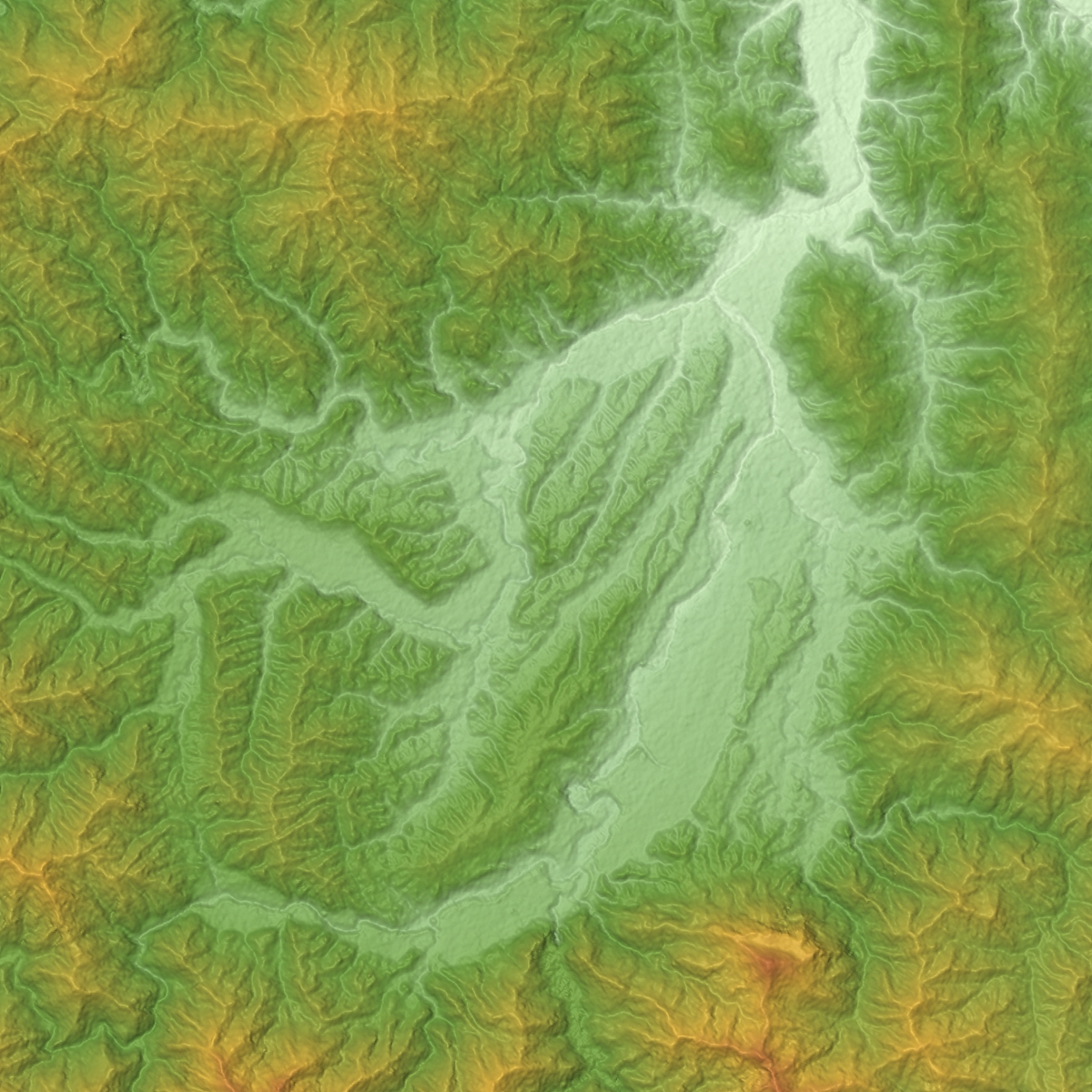
秩父盆地の地形図

埼玉県を横断する荒川の上流部であり、秩父盆地が広がる。秩父市中心部などには、荒川の浸食作用による河岸段丘が見られる。秩父山地に四方を囲まれており、東京都、山梨県、長野県、群馬県に接している。
地域での主な交通手段としては、道路は国道140号の彩甲斐街道と寄居皆野有料道路、国道299号など、鉄道は秩父鉄道秩父本線、西武鉄道西武秩父線がある。

## 歴史
古代、良質の馬や銅の産地であった。知々夫国造が置かれたり、また坂東八平氏のうちの秩父氏を輩出したりするなど、昔から開けていた地域である。
なお、秩父地方に関わる日本史上の出来事として、以下のものが挙げられる。
- 708年（和銅元年）　和同開珎の鋳造の銅の産出地域になる。
武蔵国（現在の秩父市黒谷）から和銅（にきあかがね、純度が高く精錬を必要としない自然銅）が産出した事を記念して、「和銅」に改元するとともに、日本最古の貨幣とされる和同開珎が作られたとされる。
- 713年（和銅六年）頃 「知知夫」が「秩父」となる。
元明天皇（第43代）が「畿内七道諸国郡郷の名は好事を著けよ」と詔を発し、後に編纂された『延喜式』民部式にも「凡諸なみかめい国部内郡里等の名は拉に二字を用ひ必ず嘉名を取れ」とある通り、「知知夫」が「秩父」に改まる[2]。
- 1884年（明治17年）　秩父事件の発生地域となる。
日本史上最大規模の民衆蜂起とされる事件。松方デフレ以来の経済危機に苦しみ悩む秩父地方の農民たちは、自由民権運動の影響を受けて困民党と呼ばれる組織を結成し、田代栄助らの指揮下で10月31日に武装蜂起を決行した。困民党軍は一時、小鹿野や郡都大宮郷（現在の秩父市）を武力占拠した。政府は警察や憲兵隊、それに陸軍東京鎮台の兵を動員し、11月9日までに徹底的な武力鎮圧を行った。事件後の裁判の結果、田代ら死刑7名を含む4000名余が処罰された。
- 2000年（平成12年）　旧石器捏造事件における「秩父原人」と関係が深い地域として注目された。
秩父市の小鹿坂遺跡で50万年前の旧石器とともに住居跡が「発見」された。当時は「北京原人よりさらに昔の世界最古の原人で、洞窟で生活していたという定説を覆す人類史上の大発見」と大きく注目されたが、後に発見者の藤村新一による捏造であることが発覚し、考古学上の価値は失われた。

## 語源
諸説あり、国造「知知夫彦命」由来説、秩父に多いイチョウを意味する古語「チチノキ」起因説、鍾乳洞の鍾乳石の別名「乳石（ちちいし）」由来説、アイヌ語「チチブ（「冷やかな清水」の意）」説、「千千峰（峰が多いの意）」説、父母を意味する「ちちぼ」説など。

## 気候
秩父地方は中央高地式気候の特徴を持つ。盆地及び山地であるため、一日のうちの寒暖の差、冬と夏の気温差が非常に大きく、他の埼玉県の地域とは異なる気候である。冬の寒さは埼玉県の他の地域と比較しても厳しくしばしば雪となり、秩父市にある気象台で10cm以上の積雪を記録することもある。また、夏の気温はかなり高く埼玉県の他地域と同様猛暑日も見られるが、湿度が低く、熱帯夜になることもほとんどないため過ごしやすい。天気予報においても「埼玉県南部、埼玉県北部、秩父地方」として独立で紹介されることが多い。
また、秩父市中心部の荒川東岸において、午前中に荒川から武甲山に向かって吹く風を川風（かわかぜ）、午後に武甲山から荒川に向かって吹く風を山風（やまかぜ）という。

## 行政

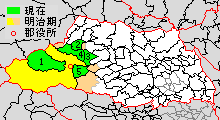
埼玉県秩父郡の範囲（薄黄：後に他郡に編入された区域）

この地域を管轄する県の出先機関（秩父県税事務所、秩父福祉事務所、秩父県土整備事務所など）は秩父市にある。
秩父市が中心となって、秩父地方内で医療や公共交通などで1市4町が連携する「ちちぶ定住自立圏」を形成している。
東秩父村は秩父郡であるが、「秩父盆地から山を隔てた東側」という意味で名付けられており、埼玉県中部の市町と結び付きが強い。比企広域市町村圏組合に参加し、税務行政（税務署・県税事務所）を除く国・県出先機関は東松山市及び比企郡と同じ管轄にされている。
また江戸時代までの秩父郡で、近現代に飯能市などへ編入された地域もある（「秩父郡#郡域」参照）。

### 市町村
- 秩父市
- 秩父郡
  - 小鹿野町
  - 長瀞町
  - 皆野町
  - 横瀬町
  - （東秩父村）

## 社会

### 言葉（方言）
- 秩父弁

### 食文化
- 秩父そば
- おっきりこみ
- イノシシ・シカの肉
- キノコ
- おなめ
- しゃくし菜[5]
- みそポテト
- えびし（小麦粉とクルミ、唐辛子、ユズ、砂糖、醤油などを混ぜて蒸した菓子）[6]
- つとっこ（トチノキの葉で包んだもち米、キビ、小豆を蒸した携帯食）[7]

### 祭り

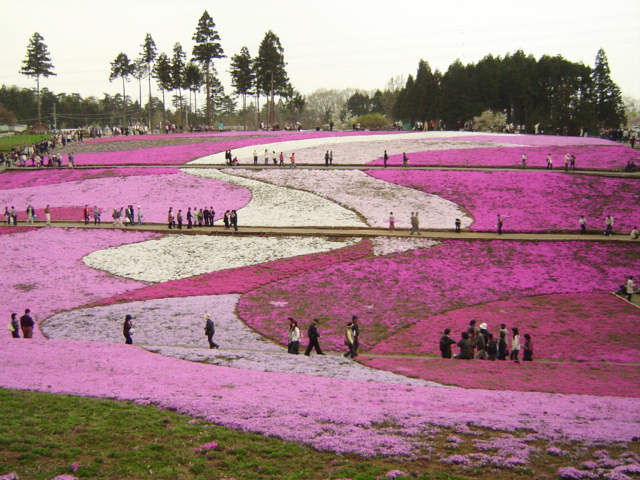
羊山公園の芝桜

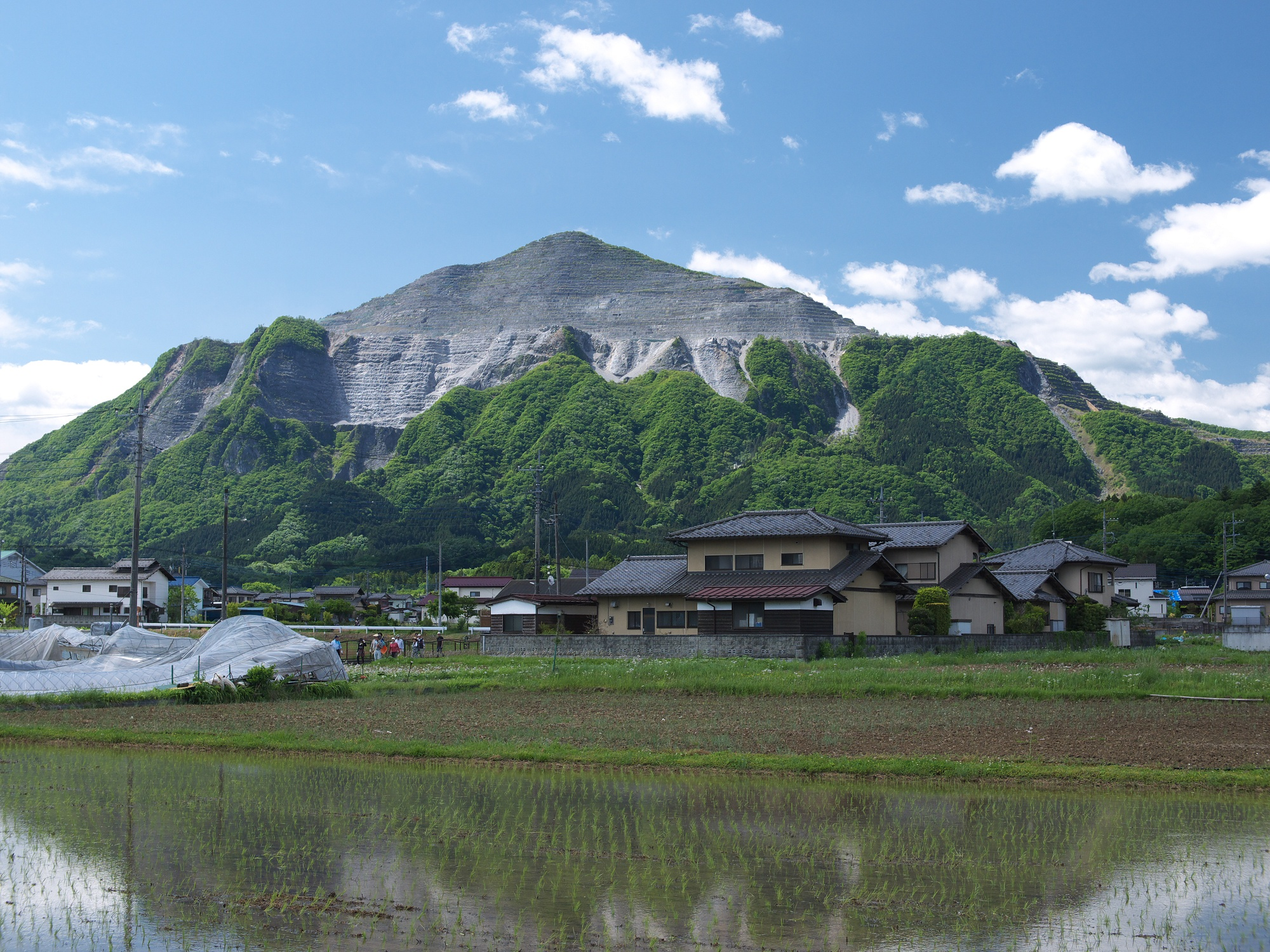
武甲山

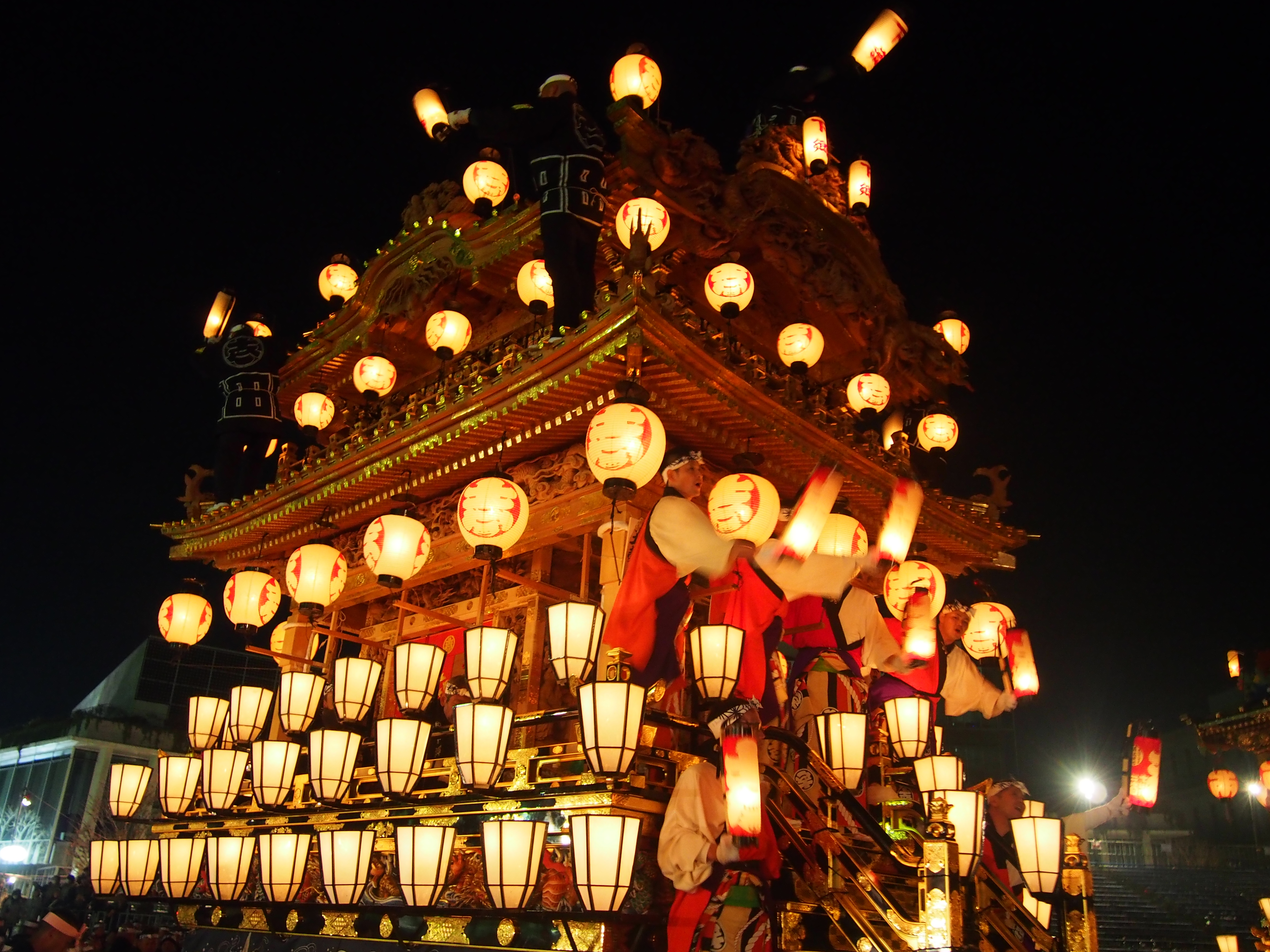
秩父夜祭の山車

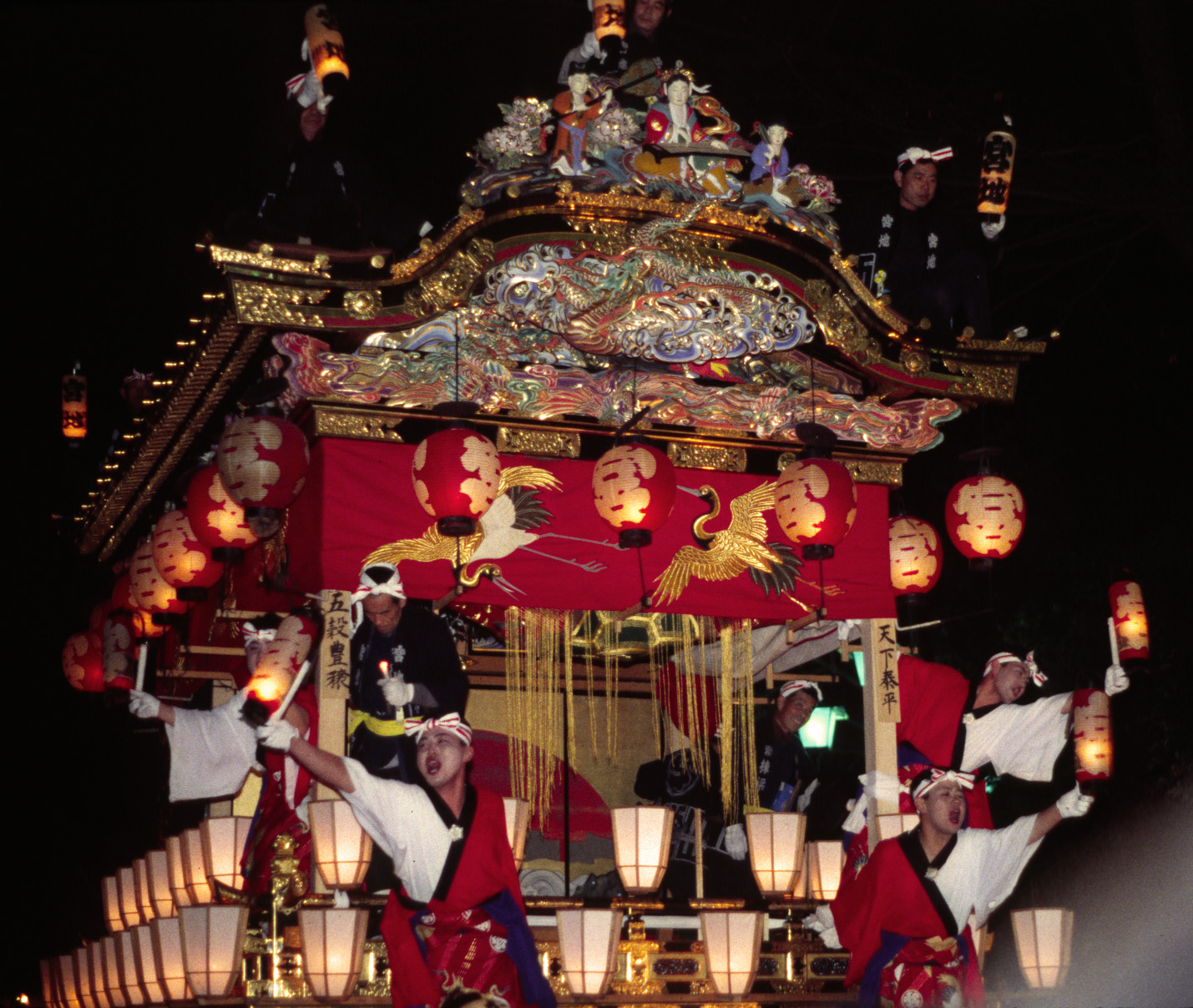
秩父夜祭

秩父地方には神社仏閣が多く（秩父三十四箇所観音霊場や秩父七福神など）、祭礼の回数も多い。年間400以上あると言われている。
秩父市大滝・ごもっともさま（2月3日）
三峯神社で行われる節分行事。「ごもっともさま」の掛け声が絶妙のタイミングで周囲からは思わず笑いが漏れる。五穀豊穰・無病息災などを祈る祭り。「ごもっともさま」自身はすりこぎ状の棒で男性のシンボル。
山田の春祭り（3月第2日曜）
秩父路の春の到来を告げる祭り。朝、昼、夜の三回屋台・笠鉾の牽引がおこなわれ、夜の音楽花火がこの祭りの大きな特徴。（日本初の音楽花火）秩父三大春まつりのひとつ。
宇根の春祭り（4月第1日曜日）
横瀬町の宇根地区で毎年4月の第一日曜日に開催される八阪神社の例祭。江戸時代に造られたとされる2基の笠鉾が武甲山の麓を曳き廻される。
笠鉾2基は「宇根の山車」として、町の有形民俗文化財に指定されている。秩父三大春まつりのひとつ。
秩父神社御田植え祭り（4月4日）
秩父神社の祈念祭。市内の秩父今宮神社の竜神池より水幣を貰い、秩父神社境内にて田植えの真似をする。
春になって山の神を里に迎える祭りとも言われる（その神を山に返すのが秩父夜祭）。鳥居下に藁で作った竜神を祀る。その藁の竜神が秩父夜祭の際の榊神輿の台座となる。
小鹿野春祭り（4月第3土曜日とその前日）
小鹿神社の例大祭。笠鉾2基・屋台2基が奉曳される。歌舞伎の町、小鹿野を代表する祭りで、金曜日の夜には秩父夜祭と同様の屋台歌舞伎が行われる。秩父三大春まつりのひとつ。
羊山公園・芝桜まつり（4月下旬）
羊山公園の芝桜の丘で、秩父のシンボル芝桜が満開になる季節に行われる祭り。
武甲山山開き（5月1日）
山頂の武甲山御嶽神社で祭礼が行われる。
あめ薬師縁日（7月8日）
秩父札所13番の眼の守り本尊の薬師如来を祀った祭り。朝から夜遅くまで参拝する人と出店で賑わう。
秩父川瀬祭（7月19,20日）
秩父神社の夏の大祭。摂社日御碕宮のお祭りで、祇園祭の流れを汲む。7月19、20日に行われ、冬の例大祭「秩父夜祭」と一対をなす子供が主体となる夏祭り。夜祭の屋台を一回り小さくした絢爛豪華な屋台4台、笠鉾4台の合計8基の山車が引き回される。
19日は屋台・笠鉾の順行の他夜には花火大会が、そして19時より神社境内に屋台・笠鉾が集合し天王柱立て神事が行われる。また深夜の荒川で水を汲み各町の辻にその水を撒き無病息災を願うお水取り神事が行われる。
20日の午後には荒川にて御輿洗いの儀が行なわれる。その際各町の屋台・笠鉾も荒川手前の広場まで奉曳される。
秩父音頭祭り（8月14日）
皆野町で行われる、関東三大民謡の一つといわれる秩父音頭の祭り。昔から庶民の間で歌い継がれたものが1930年（昭和5年）に金子伊昔紅（いせきこう）により歌詞の公募も含め再構成されて「秩父豊年踊り」として公開され、その後「秩父音頭」として改名され現在に至る。
長瀞船玉祭（8月15日）
長瀞岩畳周辺で水難者の供養と船の安全運航を祈願する祭り。花火の美しい夏祭りとして多くの観光客を集める。
龍勢祭り（10月第2日曜）
秩父事件で有名な椋神社で行われる祭り。轟音を響かせて空に上がる様子が龍に似ていることから「龍勢」と呼ばれるようになったと言われている（別名「農民ロケット」）。1570年（元亀元年）から始められたと伝わる龍勢は、埼玉県の無形民俗文化財に指定されている。
秩父夜祭（宵宮12月2日,大祭3日）
秩父神社の例大祭。ユネスコ無形文化遺産に登録されている。京都の祇園祭、飛騨の高山祭と共に日本三大曳山祭・日本三大美祭の一つ。秩父市の中心街で笠鉾2基と屋台4基の山車（国の重要有形民俗文化財）が曳き回される。300年余り前の江戸時代の寛文年間（1661～72年）には、例大祭の「付け祭り」として山車が曳かれていたという記録がある。屋台両袖に舞台を特設しての秩父歌舞伎や地元の花柳一門と杵屋一門によるひき踊りは、秩父神社神楽とともに「秩父祭りの屋台行事と神楽」として国の重要無形民俗文化財となっている。2日間で数十万人もの観光客を集める。
年に一度、武甲山の男神と秩父神社の女神妙見菩薩が会えるという（武甲山の男神には他に正妻の女神がいるため）。
鉄砲祭り（飯田八幡神社例大祭）（12月第2日曜日とその前日）
小鹿野町の八幡神社で行われる秩父を代表する奇祭。初日午後２時、若衆宮参りに続いて山車・笠鉾が曳行され、屋台上で三番叟が演じられる。夜には歌舞伎の上演がある。大祭当日は50人あまりの射手による空砲の砲列の中、大名行列と御神馬が参道をかけあがる勇壮な「お立ち神事」が午後4時から行われ、祭りは最高潮に達する。埼玉県の無形民俗文化財に指定。

### 秩父美人
盆地であるため日照時間が少なく色白美人が多い。秩父美人として知られる。

### 民俗芸能
- 秩父屋台囃子
- 秩父音頭
- 秩父神社神楽
- 小鹿野歌舞伎
- 獅子舞
- 人形芝居

## 自然
- あしがくぼの氷柱
- 尾内の氷柱
- 三十槌の氷柱

## 産業

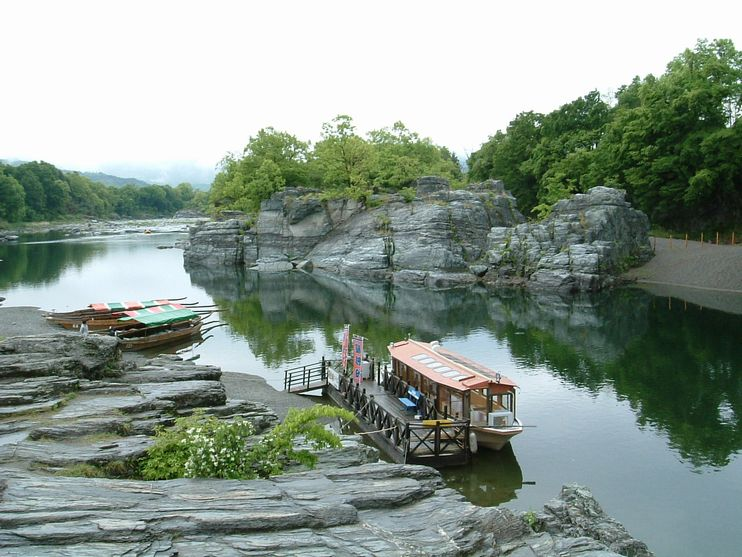
長瀞渓谷

セメント業
明治時代より武甲山産出の石灰石を利用したセメント生産が盛んであり、地元の産業を支えてきた。秩父セメント（現:太平洋セメント）発祥の地であり、秩父地方の中央部を走る秩父鉄道もセメント輸送を主な目的として建設された。しかし、セメント業界の再編成に伴い旧秩父セメント第一工場は閉鎖、その後解体されている。旧秩父セメント第二工場は現存。
絹織物業
江戸末期から明治にかけて、絹織物の人気ブランドとして「秩父銘仙」が全国的に広まる。洋服が主流になった現在では生産量が減少したが、ちちぶ銘仙館などの観光施設では土産・特産物として販売されている。
観光業
秩父地方の西部は秩父多摩甲斐国立公園の区域に指定され、特に三峰山の主峰である雲取山頂付近は特別保護区域とされている。また、長瀞渓谷は自然が生み出した岩畳の造形美が有名で天然記念物にも指定されているため、雄大な自然景観を楽しむための観光客が多く訪れる。秩父地方では秩父夜祭をはじめとした祭礼も埼玉県の内外から観光客を集めている。旅館・ホテルの一部は温泉・鉱泉風呂を備えており、日帰り入浴施設（道の駅大滝温泉）もある。東京都内や埼玉県中部・東部などからのアクセスとしては、西武鉄道の池袋線・西武秩父線では池袋駅から特急「ちちぶ」号が運転されている。また、秩父鉄道の秩父本線では急行「秩父路」や、蒸気機関車（SL）牽引の観光列車「SLパレオエクスプレス」が運転されている。
市町ごとの役場や観光協会とは別に、秩父地方全体の広域観光を促進する観光地域づくり法人（DMO）として一般社団法人「秩父地域おもてなし観光公社」が活動している。

## 秩父地方出身の有名人
- 藤原竜也（俳優）
- バナナマン・設楽統（お笑いタレント）
- 冠二郎（演歌歌手）
- 桜井賢（THE ALFEEメンバー）
- 吉田一休（ドミンゴスメンバー）
- 肥土貴美男（NHKアナウンサー）
- 新井信宏（NHKアナウンサー）
- 川柳川柳（落語家）
- 林家たい平（落語家）…秩父市出身であることから、たい平が出演しているテレビ演芸番組「笑点」では、「秩父」がたい平自身を指す呼び名にもなっている。大月（三遊亭小遊三）や静岡（春風亭昇太）も同様の理由による。なお、三遊亭小遊三が「秩父」という用語を使う場合、単に「田舎」という意味で使われることがある（これは、たい平が「大月」という用語を「田舎」という意味で発言するのと同様）。
- 椹木野衣（美術評論家）
- 二ノ宮知子（漫画家）
- 神山健治 (アニメーション監督)
- 岡田麿里（脚本家）
- 田上明（プロレスラー）
- 井上純一 (スピードスケート選手)
- 若秩父高明（大相撲元関脇）
- 金子兜太（俳人）
- 今井華（モデル）
- アキラ100%（お笑い芸人）